# Troglodyte montagnard
Troglodytes solstitialis
Espèce
Statut de conservation UICN

 LC  : Préoccupation mineure
Le Troglodyte montagnard (Troglodytes solstitialis) est une espèce d'oiseau de la famille des Troglodytidae.
Son aire s'étend à travers la partie nord des Andes.